# Miracle (álbum de Céline Dion)
Miracle es un álbum conceptual creado por la cantante canadiense Celine Dion y la fotógrafa australiana Anne Geddes. Fue producido por David Foster. Es el octavo álbum en inglés de Dion y el trigésimo tercero en total.

## Fechas de lanzamiento
Miracle fue lanzado en Europa el 11 de octubre de 2004 y en Estados Unidos y en Canadá al día siguiente. En Australia vio la luz el 15 de octubre de 2004. El Corea del Sur se lanzó el 16 de noviembre de 2004 y en Japón el 22 de diciembre de ese mismo año.

## Formatos
Este álbum se lanzó en diferentes formatos: CD, CD/DVD más un libro con 60 páginas y CD/DVD más un libro con 180 páginas. En países francófonos se añadió Je Lui Dirai, una canción que ya había sido lanzada en otro álbum de Dion llamado 1 fille & 4 types.

## Lista de canciones
1. «Miracle»
2. «Brahms Lullaby»
3. «If I could»
4. «Sleep Tight»
5. «What a Wonderful World»
6. «My Precious One»
7. «A mother's Prayer»
8. «The First Time Ever I Saw Your Face»
9. «Baby Close Your Eyes»
10. «Come To Me»
11. «Le Loup, la Biche et le Chevalier (Une Chanson Douce)»
12. «Beautiful Boy»
13. «In Some Small Way»

## Críticas
Miracle fue recibido con críticas mixtas. Allmusic dijo: Este es el álbum más tranquilo que Dion ha grabado en meses. Un desvergonzado CD que mantiene su suave ritmo desde el principio hasta el final, como si fuera una prolongada canción de cuna. Dion moderó su histrionismo vocal considerablemente -ella alcanza notas altas, pero no pirotécnicas, no hay exhibicionismo aquí- que sirve a esta colección de canciones muy bien.[cita requerida]

## Charts
Miracle debutó en el top 10 en varios países. En Canadá y Bélgica debutó en el número 1, en Estados Unidos en el número 4, en la cuarta posición en Francia y en Holanda, número 5 en el Reino Unido, número 6 en Suiza y número 9 en Grecia. Miracle batió récord en los Estados Unidos, permaneciendo 18 semanas consecutivas en la posición más alta en la Billboard Top Kid Audio chart

## Ventas
Miracle vendió 2.5 millones de copias mundialmente solo en los tres meses que siguieron a su lanzamiento. Fue certificado platino en los Estados Unidos y oro en el Reino Unido, Francia, Suiza, Italia y Bélgica.

## Sencillos
1. Beautiful Boy lanzado el 11 de octubre de 2004
2. Miracle lanzado el 11 de octubre de 2004
3. Je Lui Dirai lanzado el 11 de octubre de 2004
4. In Some Small Way lanzado el 7 de marzo de 2005

- Datos: Q1048348